# لهجة مقدسية
اللهجة المقدسية هي إحدى لهجات اللغة العربية المحكيّة في بلاد الشام، وأحد اللهجات الفلسطينية. يتحدث بها سكان مدينة القدس الفلسطينية دون غيرها، وتمتاز بوفرة مفرداتها المأخوذة من لهجات عديدة.

## الخصائص

### الأصوات
تحافظ اللهجة المقدسية على معظم الأصوات الصحيحة الكلاسيكية (الأحرف الأبجدية الثمانية والعشرين) باستثناء:
- حرف الثاء إذ تحوله إلى السين أو التاء ومثال ذلك: ثواني --> سواني، ثعلب --> تعلب.
- حرف الجيم تقلبه إلى الزاي في بعض الكلمات مثل: بتجنني --> بتزنني.
- حرف الدال في اسم الإشارة "هذا" يلفظ هادا، أو "هذه" تلفظ هادي.

### الإضافات
• يتم إضافة الضمة عند استخدام أفعال الماضي والمضارع والأمر على عكس اللهجة الخليلية، ومن هذه الأمثلة :
| اللهجة المقدسية     | اللهجة الخليلية     |
| ------------------- | ------------------- |
| حُبها - بـحُبها       | حِبها - بـحِبها       |
| دُب الورقة على الأرض | دِب الورقة على الأرض |
| خُوذ الورقة          | خُذ الورقة           |

• تبدأ بعض الكلمات والأسماء والأفعال بهمزة مفتوحة على عكس اللهجة الخليلية إذ تكون بهمزة مكسورة، ومن هذه الأمثلة :
| اللهجة المقدسية | اللهجة الخليلية |
| --------------- | --------------- |
| أشي             | إشي             |
| أجيت + جيت      | إجيت + جيت      |
| أعجبني - عجبني  | إعجبني - عجبني  |
| أركن عليه       | إركن عليه       |
| تـُم             | تـِم             |

• الأفعال التي تكون على وزن: فِعْلت، فإن لام الفعل في المقدسية تُفتَح والخليلية تُكسَر، ومن الأمثلة:
| اللهجة المقدسية | اللهجة الخليلية    |
| --------------- | ------------------ |
| عِملَت            | عِملِت               |
| بـِيعْرَف          | بـِيعرِف (كسر الراء) |

كما يتم إضافة حرف الياء عند قول طاولة --> طاولي، ومدرسة --> مدرسي.

## التأثر باللغة العبرية
بعد الاحتلال الإسرائيلي لمدينة القدس عام 1948 واستكماله في عام 1967، وما رافقها من سيطرة على مرافق الحياة العامة كافة، وفرض اللغة العبرية فيها، وإزالة المصطلحات والثقافة العربية. بدأت تتأثر اللهجة المقدسية المعاصرة ومن الأمثلة ما يلي:
| المصطلح بالعربية      | المصطلح بالعبرية |
| --------------------- | ---------------- |
| إشارة ضوئية           | رمزور            |
| بريد                  | دوئر             |
| شرطة                  | مشترا            |
| صندوق المرضى          | كوبات حوليم      |
| امتحان السياقة النظري | تيؤوريا          |
| محطة                  | تحناه            |

## النحو
اللهجة المقدسية كما اللهجات الأخرى، لا إعراب فيها، ولكن بقايا الإعراب توجد في بعض المصطلحات والعبارات.

## مصطلحات مقدسية
- إزعطلي: سيء الأخلاق.
- إسَّاعان: ليس الآن.
- إسبيطار: مستشفى.
- إتشَمْطَطْنا: تفرقنا وتبعثرنا جراء الظلم ولأسباب قاهرة.
- حارة، يقصد بها الوحدة السكنية التي تقع ضمن السور، وتتجمع فيها مساكن قديمة متلاصقة.[2]
- خَوِيتِه: أهبل ـ متخلف ـ ضعيف الشخصية.
- شرطوطة: قطعة قماش صغيرة عادة غير صالحة تستعمل للمسح والتنظيف.
- شُموقرينا: أصيب بالشمو قرينا أي بنوبات تصرف غير طبيعية.
- عَصْرونه: وجبة صغيرة من الوجبات الرئيسية عادة تعطى للطلاب أو أثناء الراحة في العمل.
- مرمطون: عامل قليل الأهمية يعمل أعمال وضيعة.
- مُطَرْمَخ: مشوش ـ غير صاحي ـ مثل السكران لا تعي شيئاًَ (يلقي الاتهام على زوجته بأنه سقته طرماخ حتى ينصاع لأمرها).
- وَتكات: نقود.